# 대한민국 민법 제448조
대한민국 민법 제448조는 공동보증인간의 구상권에 대한 민법 채권법 조문이다.

## 조문
제448조(공동보증인간의 구상권) ① 수인의 보증인이 있는 경우에 어느 보증인이 자기의 부담부분을 넘은 변제를 한 때에는 제444조의 규정을 준용한다.
②주채무가 불가분이거나 각 보증인이 상호연대로 또는 주채무자와 연대로 채무를 부담한 경우에 어느 보증인이 자기의 부담부분을 넘은 변제를 한 때에는 제425조 내지 제427조의 규정을 준용한다.

第448條(共同保證人間의 求償權) ① 數人의 保證人이 있는 境遇에 어느 保證人이 自己의 負擔部分을 넘은 辨濟를 한 때에는 第444條의 規定을 準用한다.
②主債務가 不可分이거나 各 保證人이 相互連帶로 또는 主債務者와 連帶로 債務를 負擔한 境遇에 어느 保證人이 自己의 負擔部分을 넘은 辨濟를 한 때에는 第425條 乃至 第427條의 規定을 準用한다.

## 참고 문헌
- 오현수, 일본민법, 진원사, 2014. ISBN 9788963463452
- 오세경, 대법전, 법전출판사, 2014 ISBN 9788926210277
- 이준현 , LOGOS 민법 조문판례집, 미래가치, 2015. ISBN 9791155020869